# Вилијамсон (Њујорк)
Вилијамсон (енгл. Williamson) насељено је место без административног статуса у америчкој савезној држави Њујорк.

## Демографија
По попису из 2010. године број становника је 2.495.
| Група             | 2000.    | 2010.         |
| Белци             | 0 (0,0%) | 2.178 (87,3%) |
| Афроамериканци    | 0 (0,0%) | 125 (5,0%)    |
| Азијати           | 0 (0,0%) | 13 (0,5%)     |
| Хиспаноамериканци | 0 (0,0%) | 119 (4,8%)    |
| Укупно            | 0        | 2.495         |